# George Jung

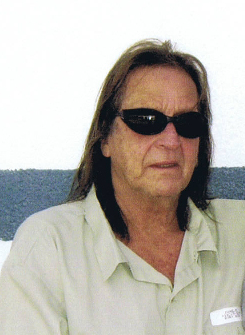
George Jung (2010)

George Jacob Jung (* 6. August 1942 in Boston, Massachusetts; † 5. Mai 2021 in Weymouth, Massachusetts) war ein US-amerikanischer Drogenschmuggler. In den späten 1970er und frühen 1980er Jahren war er eigenen Einschätzungen zufolge der größte Kokainhändler der Vereinigten Staaten.

## Jugend
Jung wuchs in dem kleinen Ort Weymouth im Norfolk County in Massachusetts auf. Seine Familie war zerrüttet. Der Vater Christian Frederick „Fred“ Jung – ein Deutschamerikaner – betrieb eine kleine Heizungsfirma und war Georges Idol, doch die Firma ging pleite. Als die Mutter Ermine Jung ihren Ehemann immer wieder verließ, entschied sich George, die zerstrittene Familie hinter sich zu lassen und mit seinem Freund Tuna nach Kalifornien zu ziehen.

## Leben
Jung blieb lange Zeit mit seinen Freunden Robin D. und Philipp H. in Kalifornien. Dort lernte er auch Annette kennen, seine spätere Freundin. Da sich Jung in finanziellen Nöten befand, begann er damit, Marihuana zu dealen. Durch seine Freundin Annette lernte er Richard Barile kennen, von dem er das erste Mal Marihuana bezog. Zu dieser Zeit wurde George Jung unter dem Namen „Boston George“ in Kalifornien bekannt. Durch einen alten Schulfreund kamen sie auf die Idee, auch Marihuana an die Ostküste der Vereinigten Staaten zu schmuggeln. Seine Freundin Annette, von Beruf Stewardess, schmuggelte das Marihuana. Das Geschäft boomte, jedoch wurde Jung 1972 in Chicago mit 300 kg Marihuana erwischt, weil er von einem Kunden verraten worden war, der sich damit aus der Affäre ziehen wollte. Jung unterschrieb ein Schuldbekenntnis und kam gegen Zahlung einer Kaution frei, bis er vor einem Gericht hätte erscheinen müssen. Er widersetzte sich jedoch und erschien nicht zur Urteilsverkündung.
Er ging wieder nach Los Angeles und schmuggelte weiter Marihuana von Mexiko in die Vereinigten Staaten. 1974 besuchte er seine Eltern, wobei, wie George annahm, ihn seine Mutter an das FBI verriet und er in seinem Elternhaus verhaftet wurde. Nach Aussagen der örtlichen Polizei soll die Stimme des Anrufers allerdings eine männliche gewesen sein, also nicht die seiner Mutter. Er wurde daraufhin zu einer Haftstrafe von vier Jahren verurteilt, die er in Danbury, Connecticut absitzen musste.
Während seines ersten Gefängnisaufenthaltes traf er Carlos Lehder, der ihn später mit Pablo Escobar bekannt machte. Diese Bekanntschaft weitete sich aus und er bezog von Escobar das Kokain, das er mit seinem „Importunternehmen“ in die Vereinigten Staaten einführte und damit die erste große Welle des Kokainkonsums auslöste.
Im Jahr 1994 wurde er mit 250 kg Kokain erwischt. George Jung saß nach einigen Verlegungen im Gefängnis von Fort Dix ein. Nach einiger Zeit wurde er nochmals verlegt, in eine Haftanstalt in Texas, dem FCI La Tuna. Dieses Gefängnis gilt als low security prison.
Jung wurde am 2. Juni 2014 aus der Haft entlassen und trat danach den Weg an die Westküste der Vereinigten Staaten an, um dort eine Resozialisierungsmaßnahme zu absolvieren. Am 6. Dezember 2016 wurde Jung in seinem Haus in Sacramento verhaftet, nachdem er ohne Zustimmung seines Bewährungshelfers die Stadt verlassen und somit gegen seine Bewährungsauflagen verstoßen hatte. Im Januar trat er seine Haft in einem Gefängnis in Nevada an und verbrachte im Anschluss vier Wochen in einem Resozialisierungsprogramm. Am 3. Juli 2017 wurde der damals 74-jährige George Jung endgültig aus dem Gefängnis entlassen.
George Jung wurde einer größeren Öffentlichkeit durch das Drama Blow, der Verfilmung seines Lebens, bekannt. Im Film wurde er von Johnny Depp verkörpert. Im Frühling 2002, rund ein Jahr nach dem Erscheinen von Blow, besuchte ihn seine Tochter erstmals im Gefängnis.